# 无骨者伊瓦尔
無骨者伊瓦爾 （古诺斯语: Ívarrhinn Beinlausi；古英語:Hyngwar；約生存於794 - 870年 ）是九世纪时的一个维京人首领和和侵略英格蘭（現在為英國）的指揮官，他是著名维京首领拉格納·洛德布羅克和亞絲拉琪的兒子，他的兄弟包括「勇士」比約恩、「白衫」哈夫丹、威札克、「蛇眼」西格德和乌伯。他的绰号「无骨」是由于萨迦文学（Saga）提及他无法行走，需要别人抬着走，这很可能是患有成骨不全症，也有可能是罹患埃勒斯-當洛二氏症候群。然而，《拉格納之子的故事(Ragnarssona þáttr)》中有一段文字暗示所謂的「無骨」只是陽痿的隱喻。
根據拉格納·洛德布羅克的故事，伊瓦爾之所以「無骨」是因為受到詛咒，他的母親亞絲拉琪是拉格納的第三任妻子，也是一位渥爾娃女巫。她和丈夫在長期分居（維京海盜在英格蘭遭到襲擊時之後），她說必須等待三晚才能行房。然而拉格納的慾望戰勝了理智，並沒有聽從她的話。結果，伊瓦爾一出生就骨骼脆弱。在維京海盜的傳奇故事中，除了描述伊瓦爾的身體殘疾，同時也強調了他在戰場上的智慧、狡猾和對戰術策略的掌握。
865年秋，由伊瓦爾領導的維京雄狮入侵當時由盎格魯-撒克遜人統治的英格兰七國，這七大王國分別是東盎格利亞王國、埃塞克斯王國、肯特王國、麥西亞王國、諾森布里亞王國、薩塞克斯王國和威塞克斯王國。這次入侵是由拉格納的兒子們組織的，目的是為了報復諾森布里亞國王艾勒在865年把拉格納扔進蛇坑致死的殺父之仇。但是這個解釋的歷史準確性仍是未證實的。
866年，維京軍隊向北侵入諾森布里亞，最終於867年在約克抓住了艾勒。根據傳說，伊瓦爾和其兄弟們使用血鷹處死了艾勒，這種報復性的北歐酷刑將他的胸腔從背後面切開，折斷肋骨後將肺部拉出體腔，形成一個老鷹展翅的形狀而死。隨後軍隊向南移動，攻佔了麥西亞王國的諾丁漢，度過冬季。麥西亞國王與威塞克斯王國聯合，合力將其圍困在鎮上。不過盎格魯-撒克遜人仍舊無法奪回諾丁漢，於是雙方達成了休戰協議，維京人撤出。
869年，伊瓦爾和哥哥烏伯擔任丹麥人的指揮官，再度發起進攻，入侵了東盎格利亞王國，並殺死國王殉教者埃德蒙。
他最終在愛爾蘭的都柏林過世。《盎格魯-撒克遜編年史》記錄了他死亡的年份是870年。而《愛爾蘭零碎史》則記載伊瓦爾是死於873年的年底。
1686年，一位名叫湯瑪斯·沃克（Thomas Walker）的農場工人在德比郡的雷普頓（Repton）發現了一個斯堪地那維亞的墳場，靠近一個古戰場遺址，那裡是維京雄獅攻打麥西亞王國的地方。其中一人的墳墓周圍共有兩百名士兵和五十名女子的骨骸圍繞，顯示埋葬在那裡的男人地位非常高。推測該墳的主人可能就是伊瓦爾。

## 相關藝術作品
- 1969年電影《阿佛烈大帝（英语：Alfred the Great (film)）》。[14]
- 1993年小說《錘子與十字架（英语：The Hammer and the Cross）》。
- 2004年小說《末代王國（英语：The Last Kingdom）》。
- 2004年小說《巨魔之海（英语：The Sea of Trolls）》。
- 2013年電影《諸神之錘》。[15]
- 2013年影集《維京傳奇》。[16]
- 2015年英國搖滾樂團黑暗旋風在〈蠻族（英语：Barbarian (The Darkness song)）〉中描述伊瓦爾對東英吉利的入侵和殺害國王。
- 2020年遊戲 《刺客教條：維京紀元》。